# Carla Qualtrough
Pour les articles homonymes, voir Qualtrough.
Carla Qualtrough, née le 15 octobre 1971 à Calgary, est une athlète, avocate et femme politique canadienne.
Membre du Parti libéral, elle est députée à la Chambre des communes du Canada de la circonscription de circonscription électorale de Delta de 2015 à 2025.

## Biographie
Déficiente visuelle depuis sa naissance, elle participe aux Jeux paralympiques de 1988 et 1992 en natation,,.
À la suite de sa carrière sportive, Carla Qualtrough étudie les sciences politiques à l'Université d'Ottawa et obtient un diplôme en droit de l'Université de Victoria. Elle exerce en tant qu'avocate et est membre du conseil d'administration du Comité paralympique des Amériques,.
En tant qu'avocate, Carla Qualthrough se concentre notamment sur les problématiques de droits de l'homme. Elle est conseillère au Tribunal des droits de l'Homme de Colombie-Britannique et de la Commission canadienne des droits de l'Homme, ainsi que présidente du conseil du ministre sur l'emploi et l'accessibilité de la Colombie-Britannique et arbitre auprès du Tribunal d'appel de la Commission des accidents de travail de Colombie-Britannique. Elle reçoit en 2012 la Médaille du jubilé de diamant de la reine Élisabeth II.
Lors des élections fédérales de 2015, elle est élue députée à la Chambre des communes du Canada de la circonscription de circonscription électorale de Delta.
Le 4 novembre 2015, elle est nommée ministre des sports et des personnes handicapées dans le cabinet de Justin Trudeau. Elle devient ministre des Services publics et de l'approvisionnement le 28 août 2017.
Elle est réélu en 2019 et 2021. Elle ne se représente pas en 2025.